# Лоскутушка из страны Оз (фильм)
«Лоскутушка из страны Оз» (англ. The Patchwork Girl of Oz) — американский фильм в жанре фэнтези Джозефа Фаррелла Макдональда.

## Сюжет
Оджо и его дядя отправились в гости к Кривому Колдуну, который приготовил порошок, способный оживить куклу для своей супруги. И вдруг его жена вместе с дядей Оджо окаменевают. Колдун пытается создать средства против этого и отправляется на поиски необходимых ингредиентов…

## В ролях
| Актёр             | Роль |
| ----------------- | ---- |
| Вайолет Макмиллан |      |
| Фрэнк Мур         |      |
| Рэймонд Расселл   |      |
| Бобби Гулд        |      |
| Мари Уэйн         |      |
| Ричард Россон     |      |
| Фрэнк Бристоль    |      |